# Ilse Trautschold
Ilse Gertrud Trautschold (* 27. Februar 1906 in Charlottenburg; † 17. Mai 1991 ebenda) war eine deutsche Schauspielerin und Kabarettistin.

## Leben
Geboren wurde Trautschold in der elterlichen Wohnung in der Pestalozzistraße 62 in Charlottenburg. Ihre Eltern waren der Schauspieler  Gustav Trautschold  und dessen Ehefrau Margarete Ida Katharina Jenny geb. Puhlmann. Vierzehnjährig volontierte sie als Chorsängerin und absolvierte an der Volksbühne Berlin ihre schauspielerische Ausbildung. 1921 erhielt sie ihr erstes Engagement in Berlin, weitere Bühnenstationen waren Köslin, Bremen und Beuthen. Besonders erfolgreich war sie in der Titelrolle von Gerhart Hauptmanns Hanneles Himmelfahrt.
Seit 1926 gehörte sie zum linksorientierten Berliner Kabarett „Die Wespen“, 1930 schloss sie sich der „Gruppe junger Schauspieler“ an, die das Kabarett „Die Pille“ gründeten. Auch ihre erste Filmrolle als Arbeitermädchen Erna in Mutter Krausens Fahrt ins Glück (1929) entsprach ihrem Rollenfach. Während der Zeit des Nationalsozialismus gastierte sie an verschiedenen Theatern und übernahm einige kleine Filmrollen, in denen sie vorwiegend derbe Berlinerinnen verkörperte.
1948 schloss sie sich dem Kabarett Die Insulaner an. Gastspiele gab sie unter anderem an der Freien Volksbühne in Zum guten Nachbarn (1954), an der Schaubühne in Lügen-Billy (1965) und am Hansa-Theater in Zu ville Promille. Zusagende Filmrollen fand sie in der Nachkriegszeit vor allem bei der DEFA, später auch im Westen. Ihre einzige Hauptrolle spielte sie 1955 als Komtesse Agathe in dem Märchenfilm Das Sandmännchen.
Außerdem war sie eine beliebte Hörspielsprecherin. Ihre rauchige Stimme ist besonders durch die Hörspielreihe Pension Spreewitz bekannt geworden, in der sie die durchgehende Rolle der Martha Wurm, Inhaberin eines Seifenladens im Hause der Pension, spricht.
Ilse Trautschold, die als typische Berlinerin galt, war die Lebensgefährtin des Schauspielers Friedrich Gnaß. 1987 erhielt sie das Filmband in Gold für langjähriges und hervorragendes Wirken im deutschen Film.
Ihre Grabstätte befindet sich auf dem Waldfriedhof Dahlem in der Abteilung 2U-84.

## Filmografie (Auswahl)
- 1929: Mutter Krausens Fahrt ins Glück
- 1930: Tänzerinnen für Südamerika gesucht
- 1930: Skandal um Eva
- 1932: Ballhaus Goldener Engel
- 1932: F.P.1 antwortet nicht
- 1932: Was gibt’s Neues heut? (Kurzspielfilm)
- 1934: Die rosarote Brille (Kurzspielfilm)
- 1935: Schwarze Rosen
- 1936: Der Favorit der Kaiserin
- 1936: Schlußakkord
- 1937: Psst, ich bin Tante Emma (Kurzspielfilm)
- 1937: Zu neuen Ufern
- 1938: Kleiner Mann – ganz groß
- 1938: Der Fünfzigmarkschein (Kurzspielfilm)
- 1939: Der grüne Kaiser
- 1939: Silvesternacht am Alexanderplatz
- 1939: Notgemeinschaft Hinterhaus (Kurzspielfilm)
- 1939: Die barmherzige Lüge
- 1948: Berliner Ballade
- 1949: Die Buntkarierten
- 1949: Der Biberpelz
- 1949: Unser täglich Brot
- 1950: Der Auftrag Höglers
- 1950: Der Rat der Götter
- 1950: Semmelweis – Retter der Mütter
- 1950: Familie Benthin
- 1954: Roman eines Frauenarztes
- 1955: Dornröschen
- 1955: Das Sandmännchen
- 1956: II-A in Berlin
- 1960: Die Botschafterin
- 1960: Der letzte Zeuge
- 1963: Schloß Gripsholm
- 1963: Meine Frau Susanne (TV-Serie, 2 Folgen)
- 1974: 1 Berlin-Harlem
- 1976: Unter einem Dach – Kein großes Los (TV-Serie)
- 1976: Die Illusion der Möglichkeit (TV)
- 1977: Auf der Insel (TV)
- 1980: Possession
- 1983: Einmal Ku’damm und zurück
- 1983: Variation (TV)

## Hörspiele (Auswahl)
- 1926: Rudolf Bernauer und Rudolf Österreicher: Der Garten Eden (Ida, Manchester-Girl) – Regie: Alfred Braun (Funk-Stunde AG, Berlin, Mitschnitt aus dem Komödienhaus in Berlin)

- 1946: Friedrich Hoff: Das Schimmelparadies – Regie: Helmut Brennicke (Radio München)
- 1948: Kurt Tucholsky: Wo kommen die Löcher im Käse her? – Regie: Friedrich Joloff (RIAS Berlin)
- 1951: Hermann Krause (frei nach Julius Stinde): Familie Buchholz (Jette, Haushälterin) – Regie: Ivo Veit (RIAS Berlin)
- 1953/54: Hermann Krause: Die Arche Noack (Frau Huber) – Regie: Werner Oehlschläger (22 Folgen) (NWDR)
- 1957: Thierry: Mit Krausens in' n Ferien (Tochter Krause) – Regie: Ivo Veit (RIAS Berlin)
- 1957–1964: Thierry: Pension Spreewitz (Martha Wurm) – Regie: Ivo Veit (150 Folgen) (RIAS Berlin)[2]
- 1963: Roderick Wilkinson: Der Ehefeind (Mrs. McDermid) – Regie: Rolf von Goth (SFB)
- 1964–1987: Diverse Autoren: Damals war's – Geschichten aus dem alten Berlin (in 21 Geschichten mit 238 Folgen hatte sie eine durchgehende Rolle) – Regie: Ivo Veit (40 Geschichten in 426 Folgen) (RIAS Berlin)[3] [4]
- 1969. Louis C. Thomas: Schnee aus Hongkong (Pascaline) – Regie: Rolf von Goth (Kriminalhörspiel – SFB)
- 1979: Peter Jakobi: Tümpners Neunte – Regie: Rolf von Goth (SFB)